# Pachycerina latifrons
Pachycerina latifrons är en tvåvingeart som först beskrevs av Thomson 1869.  Pachycerina latifrons ingår i släktet Pachycerina och familjen lövflugor. Inga underarter finns listade i Catalogue of Life.